# Semat
Semat byla starověká egyptská královna, manželka faraona Dena. Byla pohřbena stejně jako faraon Den v Abydosu.
O Semat se nedochovaly téměř žádné informace. Její jméno znamená „Ta, která vidí Hora“ nebo „Ta, která nese Setha“.
Oba tyto tituly byly spojeny s královnami starověkého Egypta. Semat nebyla jediná žena identifikovaná z pohřební stély. Další ženy, jejichž pohřební stély byly nalezeny v blízkosti Denova hrobu, byly Sešemetka a Serethor.
Až do druhé světové války byla stéla v egyptském muzeu v Berlíně, ale během války byla zničena.